# 壺月遠州流
壺月遠州流（壺月遠州流禪茶道）（こげつえんしゅうりゅうぜんさどう）は、遠州流の流れをくむ茶道流派の一つ。現在、湘南エリアを拠点として、横浜・東京・千葉・静岡などで茶道教室を開催している。

## 概説
本郷潮泉寺の僧であった青柳貫孝（かんこう）が、茶道遠州流顧問小宮山宗正に師事。1916年（大正5年）に茶道師範免許を取得。師である渡邊海旭（かいぎょく）の指導に基づいて当世乱れがちになっていた茶の湯の道の改革を計り、茶道の精神修養の側面を重視した流派を立ち上げた。武家茶道の中でも、特に簡素を旨とし、武道に通じる躰遣いを重んじている流派である。
東洋初のノーベル文学賞受賞者インドの詩聖タゴールは、貫孝が1921年（大正10年）7月、インド ベンゴール・ボルプール市サンチニケータン大学講師（茶道）であった際の弟子である。
海旭が「壺月諦誉」と号したので「壺月遠州流茶の湯」と命名した。
宗家を「壺月遠州流禪茶道宗家」という。

## 歴代家元
| 代               | 法名                   | 号                               | 生没年          | 備考                                                                           |
| ---------------- | ---------------------- | -------------------------------- | --------------- | ------------------------------------------------------------------------------ |
| 流祖（名誉一世） | 渡辺海旭（かいぎょく） | 壺月諦誉                         | 1872年 - 1933年 | 芝学園第3代校長 カルピスの名付け親 大正新脩大蔵経編纂者 大正大学、東洋大学教授 |
| 二世             | 青柳貫孝（かんこう）   | 六字庵理貫（ろくじあんりかん）   | 1894年 - 1983年 | 本郷 潮泉寺住職 南洋寺住職 サイパン家政女学校創設者                            |
| 三世             | 中村名聞（みょうもん） | 六字庵如光（ろくじあんにょこう） | 1946年 - 2005年 | 天燈山佛母寺開基                                                               |
| 四世 （当代）    | 中村應信(おうしん)     | 六字庵如栴（ろくじあんにょせん） | 1973年 -        | 特定非営利活動法人 壺月遠州流禪茶道宗家 理事長                                 |